# Хајнценбах
Хајнценбах (њем. Heinzenbach) општина је у њемачкој савезној држави Рајна-Палатинат. Једно је од 134 општинска средишта округа Рајн-Хунсрик. Према процјени из 2010. у општини је живјело 411 становника. Посједује регионалну шифру (AGS) 7140049.

## Географски и демографски подаци
Хајнценбах се налази у савезној држави Рајна-Палатинат у округу Рајн-Хунсрик. Општина се налази на надморској висини од 360 метара. Површина општине износи 3,4 km². У самом мјесту је, према процјени из 2010. године, живјело 411 становника. Просјечна густина становништва износи 120 становника/km².